# 挪威岩
挪威岩（英語：Norway Rocks），是南極洲的岩石，位於維多利亞地的斯科特海岸，在1841年由英國探險家發現，以該國探險隊首領命名，現時由南極條約體系管理。